# Finnmarksvidda
De Finnmarksvidda is een hoogvlakte in de provincie Noorse fylke Finnmark, in het uiterste noorden van Noorwegen. De hoogvlakte heeft een oppervlakte van meer dan 22.000 km² en ligt op 300 tot 500 meter boven zeeniveau. De hoogvlakte van Finnmarksvidda beslaat bijna dertig procent van de fusieprovincie. Tot en met 2019 besloeg de hoogvlakte zelfs 36% van de toenmalige provincie Finnmark. Van Alta in het westen tot aan het schiereiland Varanger in het oosten is de hoogvlakte meer dan 400 kilometer breed en van noord tot zuid is ze minstens zo lang, waarbij ze doorloopt tot in Finland.

## Land van de Samen
Finnmarksvidda staat bekend als het land van de Saami en hun grote horden rendieren. De Saami leefden als nomaden en in de toendra zijn hun schuilplaatsen nog terug te vinden, schuilplaatsen die ze nog steeds gebruiken in de winterperiode als de mannen hun rendieren opjagen en leiden.

## Natuur op de hoogvlakte
De Finnmarksvidda ligt volledig boven de noordpoolcirkel. Op de hoogvlakte vindt men eindeloze berken- en naaldbossen met vele meertjes die gevormd zijn tijdens de ijstijden. In 1976 werd een 1409 km² groot gebied bestempeld als Nationaal park Øvre Anárjohka.

## Klimaat
De hoogvlakte ligt in het binnenland van de provincie en het heeft een continentaal klimaat met in de winter de koudste temperaturen in Noorwegen. De laagste temperatuur ooit werd op 1 januari 1886 in Karasjok gemeten en bedroeg -51,4 °C. In de zomer kan de temperatuur oplopen tot 32,4 °C, wat een temperatuursverschil van 84 °C oplevert. De gemiddelde temperatuur op jaarbasis in deze streek bedraagt -2,4 °C en er valt slechts 366 mm neerslag. De gemiddelde temperatuur in Finnmarksvidda ligt lager dan op de noordelijker gelegen eilanden Jan Mayen en Bereneiland.